# RV Winterthur

Logo des RV Winterthur

 Der RV Winterthur (ausgeschrieben Radfahrer-Verein Winterthur) ist ein Radsportclub aus Winterthur. Der Verein besass von 1910 bis 2012 eine erfolgreiche Radballsektion, die mehrfach Weltmeister gestellt hat.

## Geschichte
Am 14. August 1882 wurde in Winterthur im studentischen Umfeld des Technikums Winterthur im Hotel Löwen der Velocipedeclub Winterthur gegründet. Erster Präsident war Sidney Brown, Sohn des englischen Unternehmers Charles Brown. 1883 war der Verein zusammen mit sechs anderen Clubs an der Gründung des Schweizerischer Velozipedisten Verband (heute Swiss Cycling) beteiligt, dessen erster Kassier Brown wurde, und unternahm erste Ausfahrten auf Hochrädern. Eine erste Krise machte der Verein gleich nach der Gründung durch, als Rektor Welti den Studenten des Technikums ein Mitgliedschaftsverbot aussprach, wodurch der Verein eine Vielzahl von Mitgliedern verlor. 1888 war der Verein Mitbegründer des ostschweizerischen Radfahrerbundes, aus dem man 1904 wieder austrat. Ebenfalls sind auf 1888 erste Versuche im Reigenfahren protokolliert, und die Niederräder nehmen immer mehr Oberhand. Am 8. März 1890 erfolgte die erste Umbenennung des Vereins in Velo-Club Winterthur. Auch kam der Verein immer mehr von seinem studentischen Umfeld los und gewann mehr Mitglieder, die im gewerblichen und kaufmännischen Umfeld tätig waren.
1891 führte der Verein mit seinem ersten für Nichtmitglieder offenen Clubrennen das erste öffentliche Radrennen in der Stadt Winterthur durch. Der erste sportliche Erfolg gelang einem Fahrer des Vereins, als Georges Chatel 1892 Schweizermeister über sechs Kilometer in der Verfolgung wurde. Zwei Jahre später gelang dasselbe E. Kübler. 1892 konnte auch die erste Vereinsfahne geweiht werden. Von 1901 bis 1903 und danach wieder von 1907 bis zu deren endgültigen Abschaffung 1922 existierte eine Radfahrermusik innerhalb des Vereins. 1906, 1908, 1936 und 1976 wurde die schweizerische Mannschaftsmeisterschaft gewonnen. 1908 wurde der Vereinsname in Velo-Club Stadt Winterthur angepasst, bevor er 1917 durch die Fusion mit dem zuvor als Abspaltung entstandenen Racing-Club Winterthur (gegründet am 20. Juli 1899) in Radfahrer-Verein der Stadt Winterthur umgewandelt wurde.
1930 kommt es zur Gründung einer Motorfahrergruppe innerhalb des Vereins, wobei die Sektion 1932 nach Abspaltung des Moto-Club Winterthur und Abwanderung von 30 Mitgliedern wieder einschläft. International war in den 1930er-Jahren Albert Büchi als einer der ersten Schweizer Strassenrennfahrer erfolgreich und gewann den Schweizermeistertitel als Bergmeister (1930) sowie bei den Amateuren (1930) und bei den Profis (1931). Nach dem Eidgenössischen Turnfest 1936 wurde das Kunstreigenfahren im RVW nach Teilnahme an der Abendunterhaltung endgültig eingestellt, nachdem dieses bereits zu Beginn der 1930er-Jahre im Verein an Relevanz verloren hatte.
1950 gewann Walter Reiser die Schweizer Meisterschaft in der Verfolgung auf der Offenen Rennbahn Oerlikon und nahm im gleichen Jahr an den UCI-Strassen-Weltmeisterschaften 1950 in Belgien teil. Ab 1954 wurden die zuvor über ein Jahrzehnt inaktiven Motorradfahrer wieder aktiv. 1958 übernahm man die Austragung der Schweizer Profi-Strassenmeisterschaft, und 1959 wurde erstmals das bis 1974 ausgetragene Motocrossrennen am Iberghang durchgeführt.
In den 1960er-Jahren war René Rutschmann mit zwei Olympiateilnahmen für den RVW am erfolgreichsten, nämlich mit der Teilnahme am Mannschaftszeitfahren an den Olympischen Spielen 1960 in Rom sowie an den Olympischen Spielen 1964 in Tokio. 1961 nimmt zudem Walter Villiger an der Rad-WM  teil, während Rutschmann weitere WM-Teilnahmen in den Jahren 1963 bis 1965 sowie den Schweizermeistertitel in der Amateurmeisterschaft in der Verfolgung 1965 vorweisen kann. Wegen Unregelmässigkeiten in der Vereinskasse kam es 1966 zum Ausschluss eines Mitglieds und zur fünfjährigen Suspendierung eines zweiten Mitglieds, was später noch ein Gerichtsverfahren wegen einbehaltener Provisionen rund um die Motocrossrennen nach sich zog. Ende der 1960er-Jahre nahmen die Vereinsmitglieder Hansjörg Adam und Hugo Schär an der Strassen-WM 1969 teil.
Von 1970 bis 1973 ist die Durchführung von drei Auto-Rallys mit unter 20 teilnehmenden Teams durch die Motorradfahrer dokumentiert. Als erstes erfolgreich für den Verein in den 1970er-Jahren war 1974 Josef Bollhalder, der die Schweizerische Militärmeisterschaft gewann. 1975 nahm Hansjörg Aemisegger an der Strassen-WM in Belgien teil und konnte ein Jahr später zusammen mit Richard Trinkler an den Olympischen Spielen 1976 in Montreal teilnehmen. An der WM in Belgien 1978 konnte Trinkler im Mannschaftsfahren eine Medaille holen, und mit Urs Gröbli gehörte auch ein zweiter Winterthurer erstmals zur Schweizer Delegation. 1979 stellte der RVW mit Richard Trinkler bei den Amateuren und Hansjörg Aemisegger bei den Profis die Schweizer Meister in beiden Kategorien.
1980 wird erstmals eine Rundfahrt organisiert, die bis 1997 als Hegiberg-Rundfahrt bekannt war und danach noch bis 2003 als GP Winterthur weitergeführt wurde. 1980 wird das Dreierteam des RVW Schweizer Meister im Militärrad-Mannschaftsfahren. 1981 nimmt mit Heinz Siegenthaler ein Mitglied des RV Winterthur an den UCI-Bahn-Weltmeisterschaften im damals tschechoslowakischen Brünn teil. Richard Trinkler gehörte bei seiner dritten Olympiateilnahme 1984 zu den Silbermedaillengewinnern der Olympischen Spiele im Mannschaftszeitfahren. 1992 wird Peter Steiger Weltmeister bei den Stehern.

### Radball
Erstmals wird Radball im RVW 1910 gespielt. Es wurde neben 2er-Radball auch Rasenradball gespielt. 1923 wird für die Radballer eine transportable Bühne angeschafft. 1928 konnten Kunz/Borsani an der Schweizer Meisterschaft in der Krone Töss den ersten Schweizer Meistertitel nach Winterthur holen. 1930 wurden die Rasenradballer, unterstützt durch Radfahrer der Freien Radler Töss, mit Frank/Borsani/H. Kunz/Rüttimann/Mächler/Grieshaber erstmals Schweizer Meister. Zwischen 1933 und 1949 gewannen die Winterthurer Rasenradballer, vor allem mit den Spielern Mächler, De Zordi, Breitenmoser und Flachsmann insgesamt 16 Mal den Schweizermeistertitel. 1933 wurden die Winterthurer Rasenradballer K. Sieber/Osterwalder/Mächler/W. Obergfell/De Zordi/E. Sieber unter Trainer Borsani Weltmeister, nachdem es zuvor mehrfach nur für Silber gereicht hatte.
Im Saalradball konnte sich Winterthur in den Jahren 1933 und 1935 mit A. Mächler/De Zordi weitere Meistertitel sichern. 1945 wurde das Duo Breitenmoser/Flachsmann erstmals Schweizer Meister, musste sich aber in den nachfolgenden Jahren zunächst wieder geschlagen geben. 1950 wurde Osterwalder der neue Partner Breitenmosers, und neben den Meistertiteln 1950 bis 1956 konnte sich das Duo von 1950 bis 1952 gleich dreimal hintereinander als Weltmeister krönen lassen und schaffte dasselbe auch 1956 nochmals. Dazwischen, nämlich 1954, gewann Breitenmoser zusammen mit seinem alten Partner Fritz Flachsmann die WM.
Nach dem Rücktritt des Duos Osterwalder/Breitenmoser 1956 wurden die Gebrüder Borsani mehrere Jahre das neue Fanionteam des RVW. Dieses konnte 1960 den Schweizer Cup gewinnen.
Danach gab es während vier Jahrzehnten aus Winterthurer Sicht keine Titel mehr zu gewinnen, auch wenn die Radballsektion keineswegs eingeschlafen war. Dies änderte sich erst 1999 wieder, als Hauri/Jiricek noch vor ihrem ersten Schweizermeistertitel 1999 Weltmeister wurden. 2002 wurde Jiricek das zweite Mal Schweizer Meister, dieses Mal zusammen mit Looser. 2009 folgte der dritte WM-Titel Jiriceks zusammen mit Waldispühl. Zwischen 2000 und 2010 wurde Jiricek mit wechselnden Partnern sieben Mal Schweizer Meister.
Ende 2012 fusionierte die Radballsektion zusammen mit dem Winterthurer Radballverein ATB Winterthur zum Radballclub Winterthur und verliess den RV Winterthur. Der RV Winterthur gab der Sektion ein Kapital von 50'000 Franken mit.